# Eucranium belenae
Eucranium belenae là một loài bọ cánh cứng trong họ Bọ hung (Scarabaeidae).